# Grande Prêmio do Barém de 2012
O Grande Prêmio do Barém de 2012  foi a quarta corrida da temporada de 2012 da Fórmula 1. A prova disputada no dia 22 de abril no Circuito Internacional do Barém, localizado na cidade de Sakhir. Teve como vencedor o piloto alemão Sebastian Vettel da equipe Red Bull-Renault que também foi o pole-position e marcou a melhor volta da corrida.

## Relatório

### Antecedentes

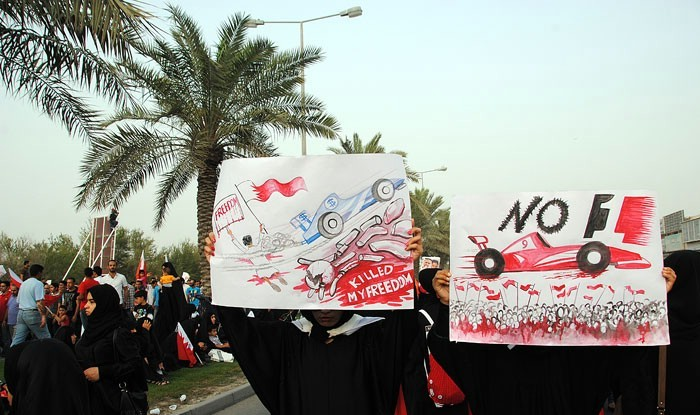
Protestos no Barém

No ano de 2011 a etapa do Barém foi cancelada devido a onda de protestos sociais que ocorreram no país no início do ano. Em 2012 uma nova onda de protestos tomou conta do país. Zayed Al Zayani, chefe-executivo do Circuito Internacional do Barém, reiterou a segurança do país para receber a corrida, entretanto o governo do Barém seguiu enfrentando protestos antigovernamentais que chegaram a causar cinquenta mortes. Em uma tentativa de comprovar a segurança do Barém, o chefe-executivo divulgou dia 10 de maio um documento supostamente assinado pela Lotus garantindo a segurança do local. A equipe teria produzido o relatório após visitar o país. No mesmo dia, o chefe da Fórmula 1 Bernie Ecclestone afirmou que caberiam às equipes decidir se competiriam no Barém. Em resposta, a associação das equipes declarou que a decisão de correr no Barémdeveria partir dos responsáveis pela Fórmula 1 e não delas.

### Treino classificatório
O treino iniciou-se no horário previsto sob forte calor. A primeira parte da sessão (Q1) teve como surpresa a classificação de Heikki Kovalainen para o Q2. O piloto marcou o tempo de 1m34s852mil com o carro  da Caterham, uma das menores equipes do grid. Outra surpresa foi a eliminação do alemão heptacampeão Michael Schumacher que ficou apenas com o 18º tempo e não escondeu a irritação com o ocorrido. Também foram eliminados Jean-Eric Vergne, da Toro Rosso, Vitaly Petrov, da Caterham, e os pilotos da Marussia e da HRT.
Já na segunda parte da sessão foram eliminados o finlandês Kimi Raikkonen, da Lotus; o japonês Kamui Kobayashi, da Sauber; alemão Nico Hulkenberg, da Force India; os brasileiros Felipe Massa e Bruno Senna, da Ferrari e Williams, respectivamente; o finlandês Heikki Kovalainen, da Caterham; e o venezuelano Pastor Maldonado, da Williams, que se classificou em décimo sétimo, entretanto foi punido com a perda de cinco posições no grid e largou em vigésimo segundo.
Na fase final do treino, Nico Rosberg, que demonstrou bom rendimento nos treinos livres, tentou se manter à frente, porém cometeu um erro no segundo setor da pista e perdeu a chance de conseguir a pole position. Lewis Hamilton vinha mantendo uma boa performance durante a sessão classificatória e marcou o tempo de 1m32s520mil, superando Mark Webber e Jenson Button. Entretanto, tal marca não foi o suficiente para tirar a pole de Vettel que marcou 1m32s422mil.

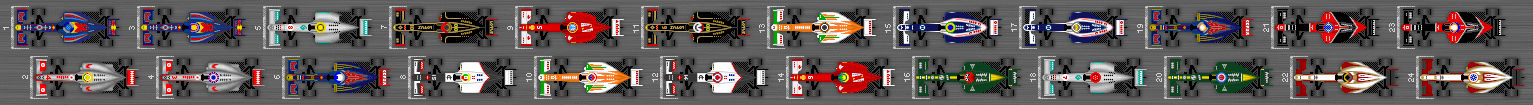
Resultado do classificatório

### Corrida

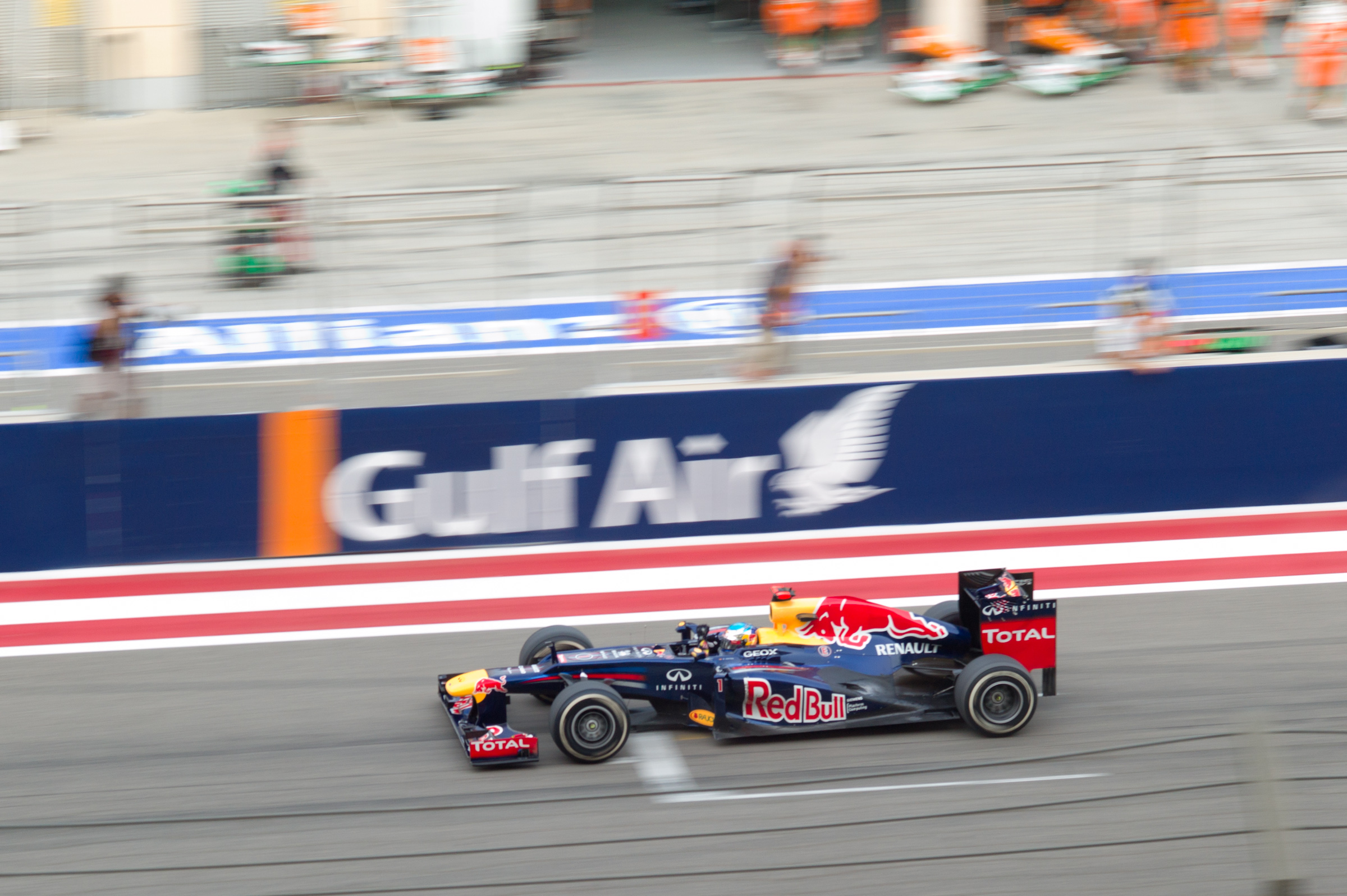
Vettel venceu a prova

A largada ocorreu no horário previsto com tempo seco. Vettel, Hamilton e Webber mantiveram as três primeiras colocações. O brasileiro Massa saiu da décima quarta para a nona posição. Senna foi do 15º para 10º lugar. Alonso também largou bem, subindo da nona para a quinta colocação. Button, terceiro no grid, perdeu três posições, mesma quantidade perdida por Rosberg, que havia partido em quinto. Outro que teve bom início foi Grosjean. Após largar em sétimo, o francês subiu para o quarto lugar e, nas voltas seguintes, ultrapassou Webber e Hamilton.
Rapidamente, Vettel abriu vantagem na liderança. Na sequência, houve um duelo particular entre os pilotos da Lotus pelo segundo lugar. O finlandês Räikkönen ultrapassou o companheiro Grosjean na vigésima quarta volta. Button não conseguiu manter bom ritmo durante a prova e teve um pneu furado a três voltas do término, completando apenas na décima oitava posição. Hamilton teve problemas em dois pits stops e foi apenas o oitavo.
Mantendo bom ritmo, Raikkonen se aproximou de Vettel e chegou a ameaçar a vitória do alemão. O finlandês esboçou algumas tentativas de ultrapassagem usando a asa móvel, porém não obteve sucesso. Após entrarem juntos nos boxes na quadragésima volta, Vettel conseguiu voltar a abrir larga vantagem e seguir firme para vencer a corrida. Raikkonen cruzou na segunda colocação, seguido por seu companheiro de Lotus, Grosjean. Parceiro de Vettel na RBR, Mark Webber terminou em quarto. Nico Rosberg, da Mercedes, ficou apenas com o quinto lugar.

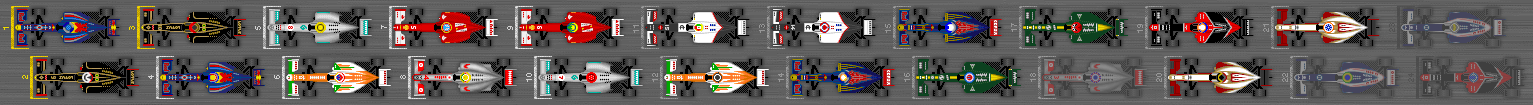
Resultado da prova

## Resultados

### Classificatório
| Pos                      | Nº | Piloto             | Equipe               | Q1       | Q2        | Q3       | voltas |
| ------------------------ | -- | ------------------ | -------------------- | -------- | --------- | -------- | ------ |
| 1                        | 1  | Sebastian Vettel   | Red Bull-Renault     | 1:34.308 | 1:33.527  | 1:32.422 | 18     |
| 2                        | 4  | Lewis Hamilton     | McLaren-Mercedes     | 1:34.813 | 1:33.209  | 1:32.520 | 13     |
| 3                        | 2  | Mark Webber        | Red Bull-Renault     | 1:34.015 | 1:33.311  | 1:32.637 | 17     |
| 4                        | 14 | Jenson Button      | McLaren-Mercedes     | 1:34.792 | 1:33.416  | 1:32.711 | 12     |
| 5                        | 8  | Nico Rosberg       | Mercedes             | 1:34.588 | 1:33.219  | 1:32.821 | 10     |
| 6                        | 14 | Daniel Ricciardo   | Toro Rosso-Ferrari   | 1:33.988 | 1:33.556  | 1:33.912 | 17     |
| 7                        | 2  | Romain Grosjean    | Lotus-Renault        | 1:34.041 | 1:33.246  | 1:33.008 | 14     |
| 8                        | 15 | Sergio Pérez       | Sauber-Ferrari       | 1:34.198 | 1:33.219  | 1:36.524 | 8      |
| 9                        | 5  | Fernando Alonso    | Ferrari              | 1:36.292 | 1:35.982  | 1:36.622 | 9      |
| 10                       | 11 | Paul di Resta      | Force India-Mercedes | 1:36.639 | 1:36.317  |          | 15     |
| 11                       | 9  | Kimi Räikkönen     | Lotus-Renault        | 1:34.552 | 1:33.789  |          | 11     |
| 12                       | 14 | Kamui Kobayashi    | Sauber-Ferrari       | 1:34.131 | 1:33.806  |          | 13     |
| 13                       | 12 | Nico Hulkenberg    | Force India-Mercedes | 1:34.601 | 1:33.807  |          | 12     |
| 14                       | 6  | Felipe Massa       | Ferrari              | 1:34.372 | 1:33.912  |          | 14     |
| 15                       | 19 | Bruno Senna        | Williams-Renault     | 1:34.466 | 1:34.017  |          | 14     |
| 16                       | 12 | Heikki Kovalainen  | Caterham-Renault     | 1:34.852 | 1:36.132  |          | 10     |
| 17                       | 7  | Michael Schumacher | Mercedes             | 1:34.865 |           |          | 5      |
| 18                       | 17 | Jean-Éric Vergne   | Toro Rosso-Ferrari   | 1:35.014 |           |          | 8      |
| 19                       | 21 | Vitaly Petrov      | Caterham-Renault     | 1:35.823 |           |          | 7      |
| 20                       | 25 | Charles Pic        | Marussia-Cosworth    | 1:37.683 |           |          | 8      |
| 21                       | 22 | Pedro de la Rosa   | Hispania-Cosworth    | 1:37.883 |           |          | 6      |
| 22                       | 18 | Pastor Maldonado1  | Williams-Renault     | 1:34.639 | Sem tempo |          | 8      |
| 23                       | 24 | Timo Glock         | Marussia-Cosworth    | 1:37.905 |           |          | 7      |
| 24                       | 23 | Narain Karthikeyan | Hispania-Cosworth    | 1:38.314 |           |          | 7      |
| Tempo dos 107%: 1:40.380 |    |                    |                      |          |           |          |        |
| Fonte:                   |    |                    |                      |          |           |          |        |

- ↑1  Maldonado foi punido com a perda de cinco posições no grid por ter trocado sua caixa de câmbio.[8]

### Corrida
| #      | Nº | Piloto             | Equipe                  | Voltas | Tempo                | Grid | Pontos |
| 1      | 1  | Sebastian Vettel   | Red Bull Racing-Renault | 57     | 1h35min10s990mil     | 1    | 25     |
| 2      | 9  | Kimi Räikkönen     | Lotus-Renault           | 57     | +3.3s                | 11   | 18     |
| 3      | 10 | Romain Grosjean    | Lotus-Renault           | 57     | +10.1s               | 7    | 15     |
| 4      | 2  | Mark Webber        | Red Bull Racing-Renault | 57     | +38.7s               | 3    | 12     |
| 5      | 8  | Nico Rosberg       | Mercedes                | 57     | +55.4s               | 5    | 10     |
| 6      | 11 | Paul di Resta      | Force India-Mercedes    | 57     | +57.5s               | 10   | 8      |
| 7      | 5  | Fernando Alonso    | Ferrari                 | 57     | +57.8s               | 9    | 6      |
| 8      | 4  | Lewis Hamilton     | McLaren-Mercedes        | 57     | +58.9s               | 2    | 4      |
| 9      | 6  | Felipe Massa       | Ferrari                 | 57     | +64.9s               | 14   | 2      |
| 10     | 7  | Michael Schumacher | Mercedes                | 57     | +71.4s               | 22   | 1      |
| 11     | 15 | Sergio Pérez       | Sauber-Ferrari          | 57     | +72.7s               | 8    |        |
| 12     | 12 | Nico Hulkenberg    | Force India-Mercedes    | 57     | +76.5                | 13   |        |
| 13     | 14 | Kamui Kobayashi    | Sauber-Ferrari          | 57     | +90.3s               | 12   |        |
| 14     | 17 | Jean-Éric Vergne   | Toro Rosso-Ferrari      | vol    | temp                 | grid |        |
| 15     | 16 | Daniel Ricciardo   | Toro Rosso-Ferrari      | 56     | +1 volta             | 6    |        |
| 16     | 21 | Vitaly Petrov      | Caterham-Renault        | 56     | +1 volta             | 18   |        |
| 17     | 20 | Heikki Kovalainen  | Caterham-Renault        | 56     | +1 volta             | 16   |        |
| 18     | 3  | Jenson Button      | McLaren-Mercedes        | 55     | Exaustor/diferencial | 4    |        |
| 19     | 24 | Timo Glock         | Marussia-Cosworth       | 55     | +2 voltas            | 23   |        |
| 20     | 22 | Pedro de la Rosa   | Hispania-Cosworth       | 55     | +2 voltas            | 20   |        |
| 21     | 23 | Narain Karthikeyan | Hispania-Cosworth       | 55     | +2 voltas            | 24   |        |
| 22     | 19 | Bruno Senna        | Williams-Renault        | 54     | Abandonou            | 15   |        |
| Ret    | 18 | Pastor Maldonado   | Williams-Renault        | 25     | Furo no pneu         | 21   |        |
| Ret    | 25 | Charles Pic        | Marussia-Cosworth       | 24     | Motor                | 19   |        |
| Fonte: |    |                    |                         |        |                      |      |        |

## Curiosidade
- Primeiro pódio de Romain Grosjean.

## Tabela do campeonato após a corrida
Observe que somente as cinco primeiras posições estão incluídas na tabela.
| 4      | 1 | Sebastian Vettel | 53 |
| 1      | 2 | Lewis Hamilton   | 49 |
| 1      | 3 | Mark Webber      | 48 |
| 2      | 4 | Jenson Button    | 43 |
| 2      | 5 | Fernando Alonso  | 43 |
| Fonte: |   |                  |    |

| 1      | 1 | Red Bull-Renault | 101 |
| 1      | 2 | McLaren-Mercedes | 92  |
| 3      | 3 | Lotus-Renault    | 57  |
| 1      | 4 | Ferrari          | 45  |
|        | 5 | Mercedes         | 43  |
| Fonte: |   |                  |     |